# Arcos de la Frontera
Arcos de la Frontera – miasto w Hiszpanii, we wspólnocie autonomicznej Andaluzja, w prowincji Kadyks. Ważne centrum turystyki wewnętrznej i lokalnego przemysłu. W 2018 liczyło 30 741 mieszkańców.

## Geografia
Miasto położone jest na wysokości 185 m n.p.m., w odległości 67 km od stolicy prowincji, Kadyksu. Zlokalizowane jest na urwistym zboczu nad rzeką Guadalete. Miasto leży na szlaku Białych miast Andaluzji (hiszp. Ruta de los pueblos blancos).

## Historia
Miejsce, ze względu na dużą wartość strategiczną, zamieszkane było od czasów prehistorycznych. Rzymianie założyli tu kolonię coloniae Arcensium, co odnosi się do wysoko położonej fortecy. W czasach islamskich miasto zwane było Arkos. Zostało odbite przez Alfonsa X Mądrego podczas wojny 1255-64, ze względu na strategiczne położenie pozostało w rękach króla. W 1408 r. król przekazał je w ręce Ruya Lópeza Dávalosa, co rozpoczęło największy czas prosperity w historii miasta (XV-XVII w.). W 1706 r. Filip V nadał miastu tytuł Noble y Fidelísima w uznaniu za wsparcie w wojnie o sukcesję. Arcos zostało dotknięte trzęsieniem ziemi w Lizbonie (1755 r.), co wymusiło poważne zmiany w strukturze miasta. W XVIII w. miasto przekroczyło mury miejskie. W XIX w. rozwój miasta poważnie wyhamował z powodu epidemii żółtej febry, wojny o niepodległość z Francją i konfiskaty Mendizabala. Koniec XIX w. i początki XX w. to czas stagnacji gospodarczej i kryzysu społecznego. Represje podczas wojny domowej wprowadziły mieszkańców miasta w stan nędzy i poważnego bezrobocia, co spowodowało emigrację ludności do większych miast. Sytuacja zmieniła się dopiero w latach sześćdziesiątych, gdy zaczęła rozwijać się turystyka. W XXI w. Arcos de la Frontera stało się bramą Szlaku Białych Miast. Obecnie jest to jedno z najbardziej cenionych miejsc turystycznych prowincji Kadyks.

## Zabytki
- Pałac hrabiego Aguili, w stylu gotyk-mudéjar, wzniesiony w XIV-XV w.
- Zamek, zbudowany w najwyższym punkcie miasta[4].
- Kościół Parafialny Wniebowzięcia Najświętszej Maryi Panny, kościół z XIV-XV w., poważnie przebudowany w XVI w., łączący elementy renesansowe i barokowe.